# Дигби, Джон, 1-й граф Бристоль
Джон Дигби (англ. John Digby; февраль 1586 — 21 января 1653, Париж, Королевство Франция) — английский аристократ, 1-й барон Дигби из Шербурна с 1618 года, 1-й граф Бристоль с 1622 года. До получения титулов заседал в Палате общин, сделал карьеру придворного и дипломата. Участвовал в гражданской войне на стороне короля Карла I, умер в эмиграции.

## Происхождение
Джон Дигби принадлежал к старинному рыцарскому роду, первые надёжные сведения о котором относятся к XIII веку. Кузен Джона сэр Кенелм Дигби возводил семейную родословную к англосаксонской эпохе, но он опирался на явно вымышленные данные. Известно, что на первом этапе семья владела землями в Лестершире (так, Роберт Дигби в 1373 году заседал в Палате общин как представитель именно этого графства), но позже их интересы были связаны главным образом с Ратлендом. Начиная с внука Роберта, сэра Саймона, получившего при Генрихе VII должность лейтенанта Лондонского Тауэра, Дигби владели поместьями в Уорикшире.
Джон был вторым сыном сэра Джорджа Дигби (правнука сэра Саймона) и Эбигейл Хевенингем. Его отец обладал достаточно большим влиянием в Уорикшире, чтобы избираться в парламент от этого графства в 1581 и 1584 годах. Некоторые представители этой семьи были католиками и участвовали в антиправительственной деятельности: Джон Дигби из Ситона (Ратленд) четыре года провёл в Тауэре из-за подозрений в причастности к заговору Бабингтона (1586), Эверард Дигби был казнён за участие в Пороховом заговоре (1605). Тем не менее сэр Джордж и его сыновья, Роберт и Джон, имели в глазах короны репутацию верных подданных.
Брат Джона Роберт Дигби (умер в 1618 году) стал родоначальником баронов Дигби из Гисхилла в Оффали (пэрство Ирландии).

## Биография
Рождение Джона Дигби в источниках датировано февралём 1586 года. Как младший сын, Джон получил от отца только пожизненную ренту, 40 фунтов в год; существенная часть этих денег некоторое время уходила на его обучение в Оксфорде и в Иннер-Темпл. В 1604 году юный Дигби был представлен ко двору и получил должность резчика (англ. carver) — по-видимому, благодаря протекции лорда-казначея Уильяма Ноллиса, племянница которого к тому времени стала женой Роберта Дигби. Теперь Джон прислуживал лично королю Якову I. Тот имел слабость к приятным молодым людям, и вскоре Дигби начали считать довольно влиятельным человеком. В частности, до государственного секретаря Роберта Сесила в июне 1606 года дошла информация о том, что Дигби должен передать королю петицию от католиков.
В 1610 году Дигби заседал в Палате общин как представитель Хедона (графство Холдернесс). Заметного вклада в работу парламента он не внёс. В 1611 году Дигби отправился в качестве посла в Испанию, где главной его задачей было изучить возможность женитьбы принца Генри на инфанте Анне. С помощью этого брака англичане рассчитывали помешать заключению франко-испанского союза. Однако испанцы решили выдать Анну за Людовика XIII, а принцу Генри предложили руку инфанты Марии, тогда ещё ребёнка. В 1612 году принц умер. Дигби предложил женить на испанской принцессе нового наследника престола Чарльза, но переговоры зашли в тупик, так как испанцы хотели смягчения английского законодательства о разводах и большей терпимости по отношению к католикам. В 1618 году Дигби вернулся в Англию. За свои заслуги он получил титул барона Дигби из Шербурна, а позже титул графа Бристоля (1622).
В 1622 году Дигби снова отправился в Испанию, чтобы договориться о браке принца Чарльза. Вскоре в Мадрид приехали инкогнито сам принц и его фаворит герцог Бекингем, попытавшиеся настоять на браке через голову посла. Тот, возмущённый происходящим, после провала миссии и возвращения в Англию открыто раскритиковал Бекингема. Из-за этого граф оказался в опале и долго жил в своих поместьях фактически под домашним арестом. Он вернулся в политику только в 1640 году, когда принял участие в переговорах с шотландским Ковенантом. В 1641 году Дигби стал членом Тайного совета, в последующие годы он принял активное участие в гражданской войне на стороне короля. Его владения по решению парламента были конфискованы.
После поражения и казни короля граф уехал во Францию. Он умер 21 января 1653 года в Париже.

## Семья
Джон Дигби был женат с 1609 года на Беатрисе Уолкотт, дочери Чарльза Уолкотта. В этом браке родились:
- Джордж (1612—1677), 2-й граф Бристоль[5][6];
- Мэри (1612—1648), жена Артура Чичестера, 1-го графа Донегалла[7];
- Джон (1618—1664);
- Эбигейл (умерла в 1640), жена Джорджа Фрика.